# Moein

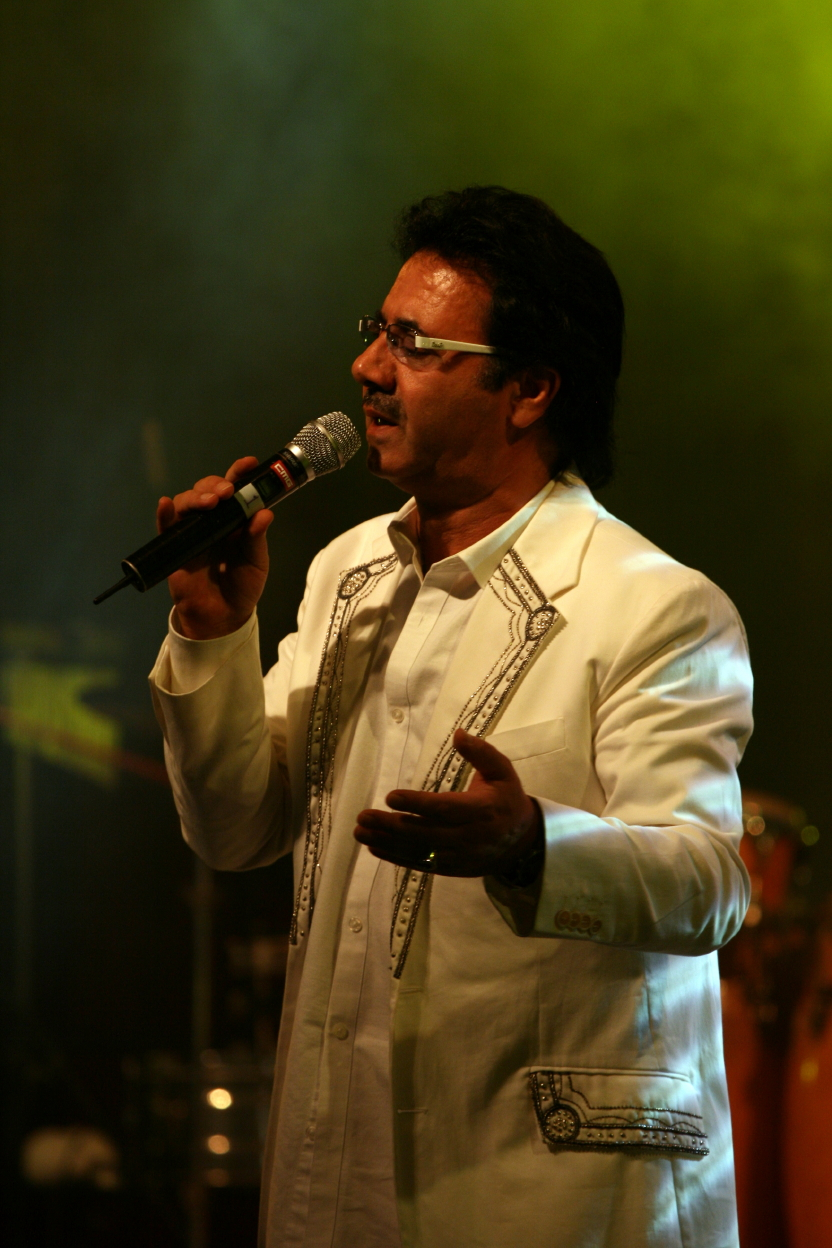
Moein bei einem Konzert

Nasrollah Moein (persisch نصرالله معین), besser bekannt als „Moein“ (* 1951 in Nadschafābād, Isfahan), ist ein iranischer Sänger, der mit seinen poetischen Liebesliedern berühmt geworden ist.

## Kindheit und Jugend
Moein wurde 1951 in Nadschafābād, von vielen als „Stadt der Künstler“ bezeichnet, geboren. Er fühlte sich schon früh mit seiner Heimatstadt so verbunden, dass er sich gegen eine Karriere in der Hauptstadt Teheran, die sich zum Zentrum der Künstler entwickelt hatte, entschied und stattdessen im berühmten „Shah-Abbas“-Hotel seine ersten Auftritte absolvierte.

## Karriere
Nachdem Moein 1982 den Song Yeki Ra Doost Midaram geschrieben hatte, verließ er das Land. In einem späteren Interview erklärte er, dass dieser Song während seiner frühen Zeit in Los Angeles von Hayedeh (bekannte persische Sängerin) interpretiert wurde. Dennoch war es seine Version, die berühmt werden sollte und ihm erstmals größere Aufmerksamkeit verschaffte. Diese zeitliche Verschiebung lässt viele Leute noch heute in dem Glauben, dass Moein den Song von Hayedeh coverte und nicht andersherum.
Die folgenden Jahre waren sehr bezeichnend für seine Karriere. In den späten 1980er und 1990er Jahren schrieb er etliche Hits, die zu Klassikern wurden, unter ihnen Kabeh, Havas, Isfahan, Miparastam oder Paricheh. Durch diese Erfolge erlangte er nicht nur im Iran große Aufmerksamkeit, sondern auch in vielen Ländern, in die Iraner emigriert sind, z. B. Deutschland, wo er oft auftrat.

## Gegenwart
Auch heute gibt es noch erfolgreiche Veröffentlichungen des Künstlers, zuletzt sein Album Tolou und der  Toloue Man. Bis heute hat Moein insgesamt 22 Alben produziert und zählt zu den bestverkaufenden iranischen Künstlern.
Sein neues, für 2011 geplantes Album ist in Arbeit, die erste Auskopplung Khatereha ist seit Februar 2010 zu hören. Seit Frühjahr 2011 sind zwei weitere Videos erschienen, Hamdam und Khoone Siavash. Im Dezember 2011 wurde seine Single Delam Tangete veröffentlicht. 2012 folgten zwei weitere Singles, Majnoon und Mardom. Mit dem iranischen Musiker Siavash Ghomayshi geht er im Jahr 2013 auf Tournee und veröffentlichte die erste gemeinsame Single, Parandeh, im Februar 2013. Des Weiteren sind im Februar 2013 zwei weitere Singles von Moein erschienen, Aghoosh und Gole Naz Darom.

## Diskografie

### Studioalben
Über Taraneh Records
- 1985: Havas
- 1986: Yekira dust midaram
- 1987: Arezoo
- 1988: Safar
- 1988: Kaabeh
- 1988: Bibigol
- 1989: Asheghtar Az Man Cheh Kasee
- 1990: Isfahan (mit Faezeh)
- 1990: Golhaye Ghorbat
- 1990: Beh To Miandisham
- 1992: Paricheh
- 1992: Sobhet Bekhair Azizam
- 1992: Khatereha 7 (mit Shohreh Solati)
- 1994: Live in Concert
- 1995: Mosafer
- 1996: Tavalode Eshgh
- 2004: Greatest Hits

Über Caltex Records
- 1992: Namaz
- 1996: Parvaaz
- 1998: Moa'mma
- 2002: Lahze ha
- 2007: World of Love

Über MZM Records
- 2007: Tolou

Über Paricheh Avaz Company
- 2020: Maandegar

### Singles (Auswahl)
| - Naneh - Tannaz - 1987: Safar - 1988: Paricheh - 1991: Khalegh - 1998: Beegharar - 1998: Eshghe Moondegar - 1998: Moama - 2000: Zendegi Ba Tou - 2000: Bahaneh - 2000: Elaheh Naaz | - 2002: Gozashteh - 2002: Lahzeha - 2002: Zalem - 2002: Yade Tou - 2007: Tolou - 2007: Sharab - 2011: Hamdam - 2012: Majnoon - 2013: Parandeh (mit Siavash Ghomayshi) - 2020: Kolle Donyami |